# Solventjärnarna (Sorsele socken, Lappland, 726462-158732)
Solventjärnarna är en sjö i Sorsele kommun i Lappland och ingår i Umeälvens huvudavrinningsområde. Sjön har en area på 0,0671 kvadratkilometer och ligger 358,1 meter över havet.

## Delavrinningsområde
Solventjärnarna ingår i det delavrinningsområde (726682-158717) som SMHI kallar för Ovan 726400-159000. Medelhöjden är 399 meter över havet och ytan är 24,02 kvadratkilometer. Det finns inga avrinningsområden uppströms utan avrinningsområdet är högsta punkten. Kvarnbäcken som avvattnar avrinningsområdet har biflödesordning 4, vilket innebär att vattnet flödar genom totalt 4 vattendrag innan det når havet efter 287 kilometer. Avrinningsområdet består mestadels av skog (74 procent) och sankmarker (15 procent). Avrinningsområdet har 0,53 kvadratkilometer vattenytor vilket ger det en sjöprocent på 2,2 procent.